# Hafizabad (Distrikt)
Der Distrikt Hafizabad ist ein Verwaltungsdistrikt in Pakistan in der Provinz Punjab. Sitz der Distriktverwaltung ist die gleichnamige Stadt Hafizabad. 
Der Distrikt hat eine Fläche von 2367 km² und nach der Volkszählung von 2017 1.156.957 Einwohner. Die Bevölkerungsdichte beträgt 796 Einwohner/km². Im Distrikt wird zur Mehrheit die Sprache Panjabi gesprochen.

## Geografie
Der Fluss Chanab bildet die nördliche und nordwestliche Grenze des Distrikts. Hafizabad grenzt an den Distrikt Sheikhupura und Gujranwala im Osten, an den Distrikt Mandi Bahauddin im Norden, an den Distrikt Sargodha im Westen, an den Distrikt Faisalabad und an den Distrikt Chiniot im Süden. Hafizabad liegt 303 km von der Bundeshauptstadt Islamabad und 109 km von der Provinzhauptstadt Lahore entfernt.

## Demografie
Zwischen 1998 und 2017 wuchs die Bevölkerung um jährlich 1,74 %. Von der Bevölkerung leben ca. 26 % in städtischen Regionen und ca. 74 % in ländlichen Regionen. In 175.180 Haushalten leben 584.823 Männer, 572.083 Frauen und 51 Transgender, woraus sich ein Geschlechterverhältnis von 102,2 Männer pro 100 Frauen ergibt und damit einen für Pakistan häufigen Männerüberschuss.
Die Alphabetisierungsrate in den Jahren 2014/15 bei der Bevölkerung über 10 Jahren liegt bei 60 % (Frauen: 53 %, Männer: 67 %) und liegt damit unter dem Durchschnitt der Provinz Punjab von 63 %.
| Jahr | Einwohnerzahl |
| ---- | ------------- |
| 1972 | 444.187       |
| 1981 | 567.572       |
| 1998 | 832.980       |
| 2017 | 1.156.957     |